# Гімн Білгорода-Дністровського
Гімн Білгорода-Дністровського — гімн міста; затверджений 31 січня 2002 року після конкурсу, що завершився наприкінці 2001 року. Автор слів — поет, письменник і публіцист Павло Антонов, автор музики — поет, композитор і співак Ігор Пораденко.

## Історія
За ініціативою міського голови Миколи Чербажи у серпні 2001 року на сесії міської ради було запропоновано створити гімн Білгорода-Дністровського. Більшістю депутатів вирішили, що гімн має бути державною мовою, і затвердили конкурсну комісію на чолі з народною депутаткою міської ради Гінжул Валентиною, директоркою школи № 6. 
Конкурс проводили анонімно, усі автори подавали роботи під псевдонімами. У результаті трьох відбіркових турів до фіналу конкурсу потрапили п’ятеро конкурсантів, усі були мешканцями Білгорода-Дністровського: викладачі міського педагогічного училища Володимир Дем'янов та Олександр Максименко, колишня викладачка Жанна Мацієвська та соавтори Павло Антонов (слова) — член Асоціації літераторів Бессарабії «Буджак» — та Ігор Пораденко (музика) — член Асоціації літераторів та керівник творчої студії-лабораторії «Кредо». Переміг вірш Павла Антонова «Білгород-Дністровських хай живе в віках» із музикою Ігоря Пораденка.
Гімн затверджено рішенням Білгород-Дністровської міської ради «Про затвердження тексту та музики урочистої пісні (гімну міста) Білгорода-Дністровського» від 31 січня 2002 року № 728 ХХІІІ. Вперше публічно виконав гімн на історичній сесії міської ради 31 січня 2002 року хор студентів музичного відділення педагогічного училища під керівництвом викладача Володимира Гринченка.  
Автор слів гімну Павло Антонов:  
|  | Я корінний аккерманець. Мій Гімн міста — це пісенний символ добровільного єднання і дружби усіх народів і націй нашого багатонаціонального міста в єдине, нерозривне ціле — в ім’я добра, миру та процвітання на довгі роки і віки. Це символ нашого благополуччя, нашого патріотизму і віри на благо України. Хочеться, щоб Гімн припав до серця та його співали у народі… |

Автор музики гімну Ігор Пораденко:
|  | У музиці Гімну я прагнув виразити урочистість і колорит, властивий традиціям нашої народної пісенної творчості. Простоту для запам’ятовування та виконання. І як показав час, із цією задачею вдалося успішно впоратися. Хочеться сподіватися, що музика і слова Гімна Білгород-Дністровського будуть жити у віках, як і наше давнє, гаряче улюблене місто Білгород-Дністровський. |

## Текст
Там, де синього моря простори, 

З давніх днів, із античних віків, 

Біле місто стоїть у дозорі, 

У безкраї Буджацьких степів. (2 рази)

Приспів:

Білгород-Дністровський, слався, рідне місто

Там, де Чорне море, де Дністер-ріка;

Білгород-Дністровський сяє променисто, 

Білгород-Дністровський хай живе в віках!

Місто дружби народів та волі, 

Краю наш українська земля.

Наша світла надія та доля —

То вітчизна твоя і моя. (2 рази)

Приспів.

Лік ведемо від древньої Тіри, 

З давнини починався наш рід.

В місті праці, і звершень, і миру —

Хай живе, процвітає нарід! (2 рази)

## Галерея

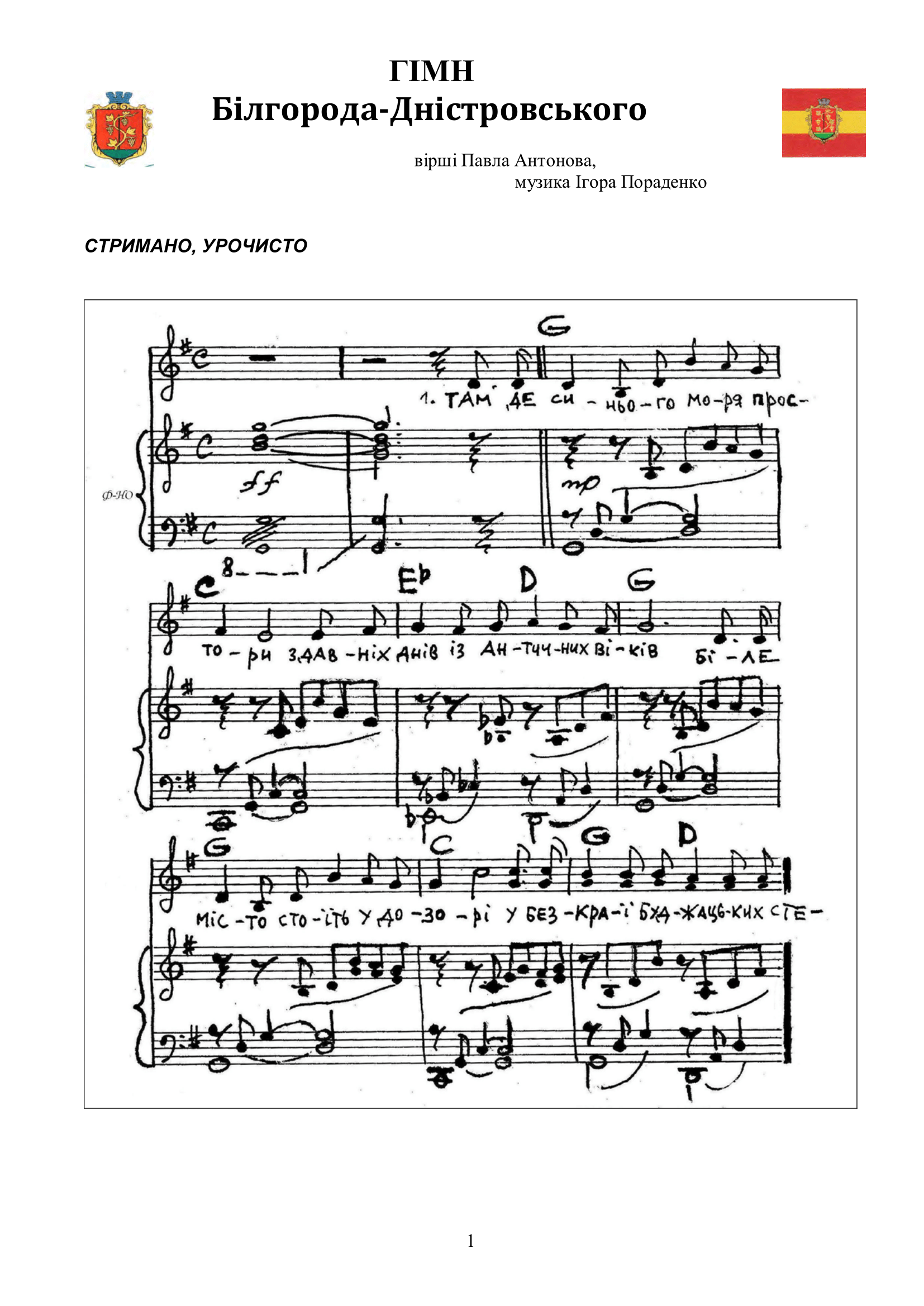
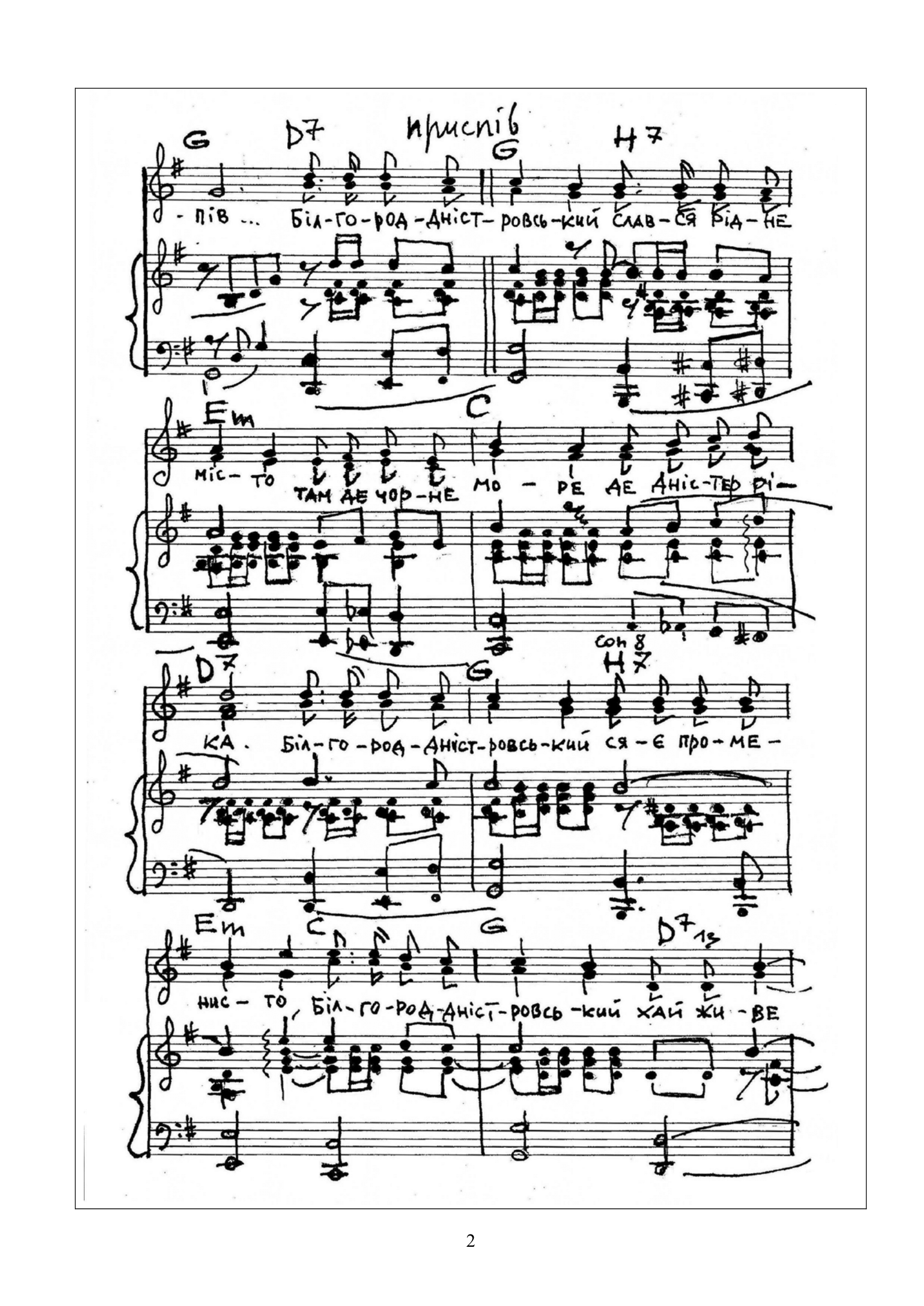
Ноти, акорди і текст гімну
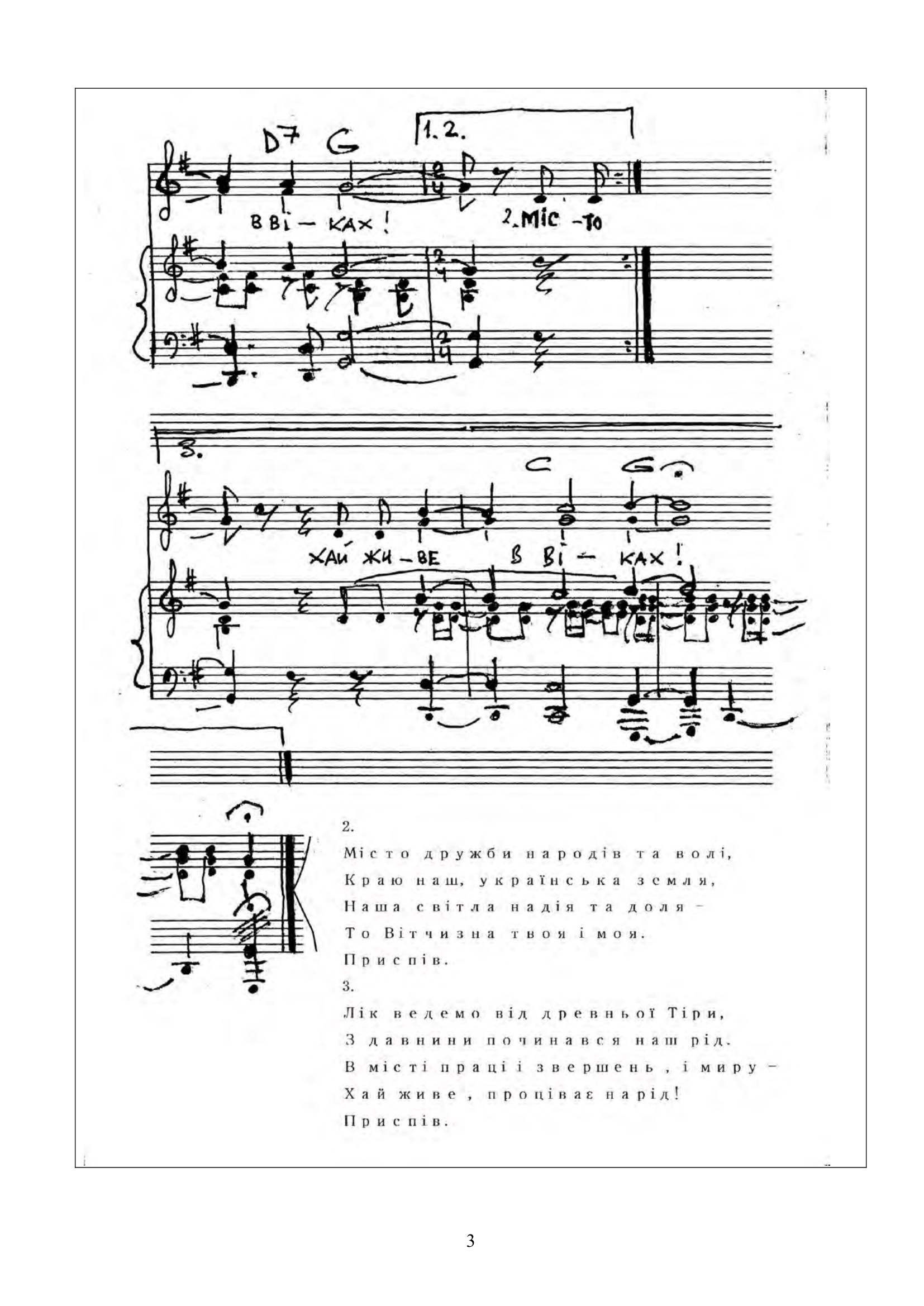